# 北海道道1152号芽室帯広インター線

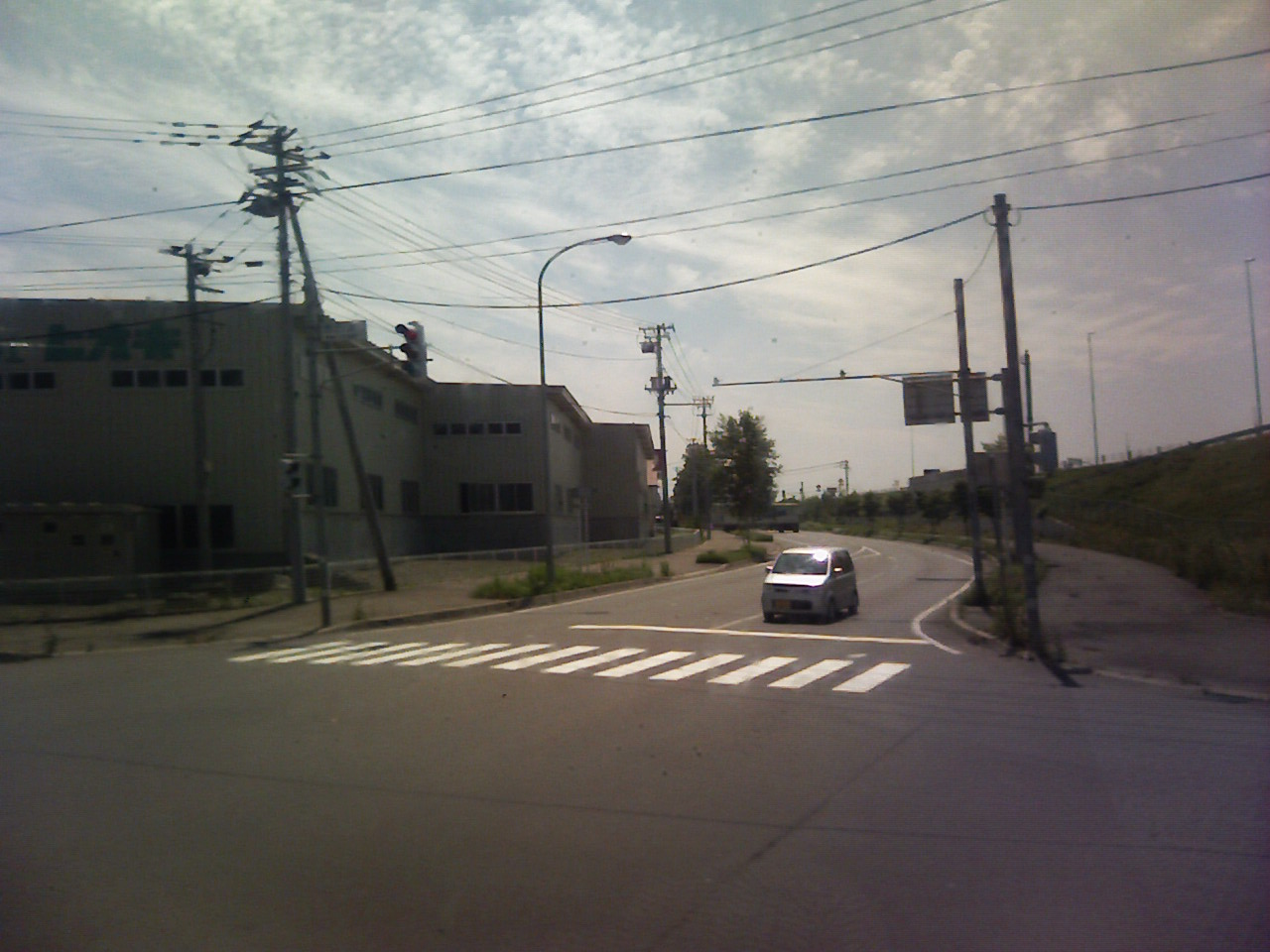
終点の様子

北海道道1152号芽室帯広インター線（ほっかいどうどう1152ごう めむろおびひろインターせん）は、北海道帯広市と河西郡芽室町を結ぶ一般道道である。

## 概要

### 路線データ
- 起点：北海道帯広市西25北1（国道38号交点）
- 終点：北海道河西郡芽室町東芽室基線（帯広広尾自動車道芽室帯広IC）
- 総延長：0.621km

## 歴史
- 1997年（平成9年）1月24日 - 十勝インター線として路線認定[1]。
- 1999年（平成11年）1月8日 - 終点の位置を改める[2]
- 2003年（平成15年）3月15日 - 芽室帯広インターチェンジ供用開始。
- 2004年（平成16年）3月5日 - 路線名を芽室帯広インター線に変更[3]。

## 地理

### 通過する自治体
- 十勝総合振興局
  - 帯広市
  - 河西郡芽室町

### 主な接続道路
帯広市
- 国道38号 - 西25北1（起点）

芽室町
- 帯広広尾自動車道芽室帯広IC - 東芽室基線 （終点）